# ماتيو روسي
ماتيو روسي (بالإيطالية: Matteo Rossi)‏ (7 أبريل 1965 جنوة إيطاليا - ) هو لاعب كرة قدم إيطالي يلعب كمدافع.